# Jerovec
Jerovec is een plaats in de gemeente Ivanec in de Kroatische provincie Varaždin. De plaats telt 869 inwoners (2001).